# David Quinn
David Quinn, född 30 juli 1966, är en amerikansk ishockeytränare och före detta professionell ishockeyback som senast var tränare för San Jose Sharks i National Hockey League (NHL).

## Spelare
David Quinn spelade för Binghamton Rangers i American Hockey League (AHL); Cleveland Lumberjacks i International Hockey League (IHL) samt Boston University Terriers i National Collegiate Athletic Association (NCAA).
Quinn draftades av Minnesota North Stars i första rundan i 1984 års draft som 13:e spelare totalt.
Under träningslägret med det amerikanska herrishockeylandslaget inför de olympiska vinterspelen 1988, upptäcktes det att Quinn led av Hemofili B. Detta resulterade i att han tvingades lägga av med att spela ishockey. Quinn gjorde dock comeback 1991 men spelade bara två professionella säsonger innan han la av för gott.

### Statistik
| Källa: Utv = Utvisningsminuter | Källa: Utv = Utvisningsminuter | Källa: Utv = Utvisningsminuter |             | Grundserie  | Grundserie  | Grundserie  | Grundserie  | Grundserie  |             | Slutspel    | Slutspel    | Slutspel    | Slutspel    | Slutspel    |
| Säsong                         | Lag                            | Liga                           | Matcher     | Mål         | Assist      | Poäng       | Utv         | Matcher     | Mål         | Assist      | Poäng       | Utv         |             |             |
| ------------------------------ | ------------------------------ | ------------------------------ | ----------- | ----------- | ----------- | ----------- | ----------- | ----------- | ----------- | ----------- | ----------- | ----------- | ----------- | ----------- |
| 1982–1983                      | Kent School Lions              |                                | 23          | 10          | 20          | 30          | —           | —           | —           | —           | —           | —           |             |             |
| 1983–1984                      | Kent School Lions              |                                | 25          | 12          | 20          | 32          | 26          | —           | —           | —           | —           | —           |             |             |
| 1984–1985                      | Boston University Terriers     | NCAA                           | 30          | 3           | 11          | 14          | 26          | —           | —           | —           | —           | —           |             |             |
| 1985–1986                      | Boston University Terriers     | NCAA                           | 37          | 2           | 20          | 22          | 58          | —           | —           | —           | —           | —           |             |             |
| 1986–1987                      | Boston University Terriers     | NCAA                           | 27          | 1           | 11          | 12          | 34          | —           | —           | —           | —           | —           |             |             |
| 1987–1988                      | Boston University Terriers     | NCAA                           | Spelade ej. | Spelade ej. | Spelade ej. | Spelade ej. | Spelade ej. | Spelade ej. | Spelade ej. | Spelade ej. | Spelade ej. | Spelade ej. | Spelade ej. |             |
| 1988–1991                      | Spelade ej.                    | Spelade ej.                    | Spelade ej. | Spelade ej. | Spelade ej. | Spelade ej. | Spelade ej. | Spelade ej. | Spelade ej. | Spelade ej. | Spelade ej. | Spelade ej. | Spelade ej. | Spelade ej. |
| 1991–1992                      | Binghamton Rangers             | AHL                            | 19          | 0           | 0           | 0           | 6           | 2           | 0           | 0           | 0           | 0           |             |             |
| 1992–1993                      | Cleveland Lumberjacks          | IHL                            | 60          | 8           | 13          | 21          | 102         | 3           | 0           | 0           | 0           | 0           |             |             |
| NCAA totalt                    | NCAA totalt                    | NCAA totalt                    | 94          | 6           | 42          | 48          | 118         | —           | —           | —           | —           | —           |             |             |

## Tränare
Efter spelarkarriären blev han tränare och var assisterande tränare för ishockeylagen tillhörande idrottsföreningarna Northeastern Huskies och Omaha Mavericks. År 2002 utsågs Quinn till tränare för Team USA i North American Hockey League (NAHL), han var där bara två år innan han återvände till universitetsishockeyn. Den gången som assisterande tränare för just Boston University Terriers, som han spelade för under sin spelarkarriär. Quinn var där fram tills 2009 när han gick vidare i sin karriär och blev tränare för Lake Erie Monsters i AHL. År 2012 meddelade Monsters moderorganisation Colorado Avalanche (NHL) att Quinn hade blivit befordrad till att vara assisterande tränare åt Avalanches tränare Joe Sacco. Bara ett år senare fick Sacco sparken och Quinn lämnade Avalanche för att träna sitt gamla lag Boston University Terriers. Han var där fram tills 2018 när han återvände till NHL och vara tränaren för New York Rangers, en position Quinn hade fram tills den 12 maj 2021 när han fick sparken. Den 27 december 2021 meddelades det att Quinn skulle bli tränaren för USA:s herrishockeylandslag vid olympiska vinterspelen 2022. Efter OS fick han fortsatt förtroende och var även tränare för USA vid världsmästerskapet i ishockey för herrar 2022. Den 26 juli 2022 offentliggjorde San Jose Sharks i NHL att man hade anställt Quinn som ny tränare.

### Statistik
Källa: 
| Lag              | Säsong    | Grundserie | Grundserie | Grundserie | Grundserie         | Grundserie | Grundserie         | Slutspel                          |  |
| Lag              | Säsong    | Matcher    | Vinster    | Förluster  | Övertids förluster | Poäng      | Placering          | Resultat                          |  |
| ---------------- | --------- | ---------- | ---------- | ---------- | ------------------ | ---------- | ------------------ | --------------------------------- |  |
| New York Rangers | 2018–2019 | 82         | 32         | 36         | 14                 | 78         | 7:a i Metropolitan | Missade slutspel.                 |  |
| New York Rangers | 2019–2020 | 70         | 37         | 28         | 5                  | 79         | 7:a i Metropolitan | Förlorade i kvalificeringsronden. |  |
| New York Rangers | 2020–2021 | 56         | 27         | 23         | 6                  | 60         | 5:a i East         | Missade slutspel.                 |  |
| San Jose Sharks  | 2022–2023 | 82         | 22         | 44         | 16                 | 60         | 7:a i Pacific      | Missade slutspel.                 |  |
| San Jose Sharks  | 2023–2024 | 82         | 19         | 54         | 9                  | 47         | 8:a i Pacific      | Missade slutspel.                 |  |
| Totalt           | Totalt    | 372        | 137        | 185        | 50                 | 324        |                    |                                   |  |